# 鎌仲史陽
鎌仲 史陽（かまなか のぶはる）は、日本の男性アニメーション演出家、アニメーション監督。

## 参加作品

### テレビアニメ
1998年
- サイレントメビウス（演出）

1999年
- TRIGUN（演出助手）
- Di Gi Charat（演出）
- ごぞんじ!月光仮面くん（1999年 - 2000年、絵コンテ・演出）

2000年
- へろへろくん（2000年 - 2001年、演出）
- ストレンジドーン（演出）
- 真・女神転生デビチル（2000年 - 2001年、絵コンテ・演出）

2001年
- ギャラクシーエンジェル（絵コンテ・演出）

2002年
- ギャラクシーエンジェルZ（絵コンテ・演出）
- ぱにょぱにょデ・ジ・キャラット（絵コンテ・演出）
- ちょびっツ（演出）
- ドラゴンドライブ（2002年 - 2003年、演出）
- ギャラクシーエンジェルA（2002年 - 2003年、演出）

2003年
- デ・ジ・キャラットにょ（2003年 - 2004年、演出）
- カレイドスター（2003年 - 2004年、絵コンテ・演出）
- D.C. 〜ダ・カーポ〜（演出）
- まぶらほ（2003年 - 2004年、絵コンテ・演出）
- BPS バトルプログラマーシラセ（演出）

2004年
- ギャラクシーエンジェルX（絵コンテ・演出）
- 天上天下（演出）
- スウィート・ヴァレリアン（演出）
- 宇宙交響詩メーテル 銀河鉄道999外伝（絵コンテ）
- BECK（2004年 - 2005年、演出）

2005年
- トランスフォーマー ギャラクシーフォース（演出）
- JINKI:EXTEND（絵コンテ・演出）
- フタコイ オルタナティブ（演出）
- いちご100%（演出）
- こいこい7（演出）
- ラムネ（演出）
- D.C.S.S. 〜ダ・カーポ セカンドシーズン〜（絵コンテ・演出）
- BLACK CAT（2005年 - 2006年、演出）

2006年
- LEMON ANGEL PROJECT（演出）
- 鍵姫物語 永久アリス輪舞曲（演出）
- 機神咆吼デモンベイン（演出）

2007年
- 名探偵コナン（2007年 - 、構成・絵コンテ・演出・OP絵コンテ・OP演出・ED絵コンテ・ED演出・監督（6代目・2020年 − ））
- ロビーとケロビー（2007 - 2008年、絵コンテ・演出）

2008年
- ポルフィの長い旅（演出）
- モノクローム・ファクター（絵コンテ）
- 鉄腕バーディー DECODE（演出）
- スキップ・ビート!（2008年 - 2009年、演出）
- しゅごキャラ!!どきっ（2008年 - 2009年、演出）
- ケメコデラックス!（演出）

2009年
- 鉄腕バーディー DECODE:02（演出）

2010年
- ダンス イン ザ ヴァンパイアバンド（絵コンテ・演出）
- ルパン三世 the Last Job（演出）
- WORKING!!（演出）

2011年
- フリージング（絵コンテ・演出・OP演出）
- 俺たちに翼はない（助監督・絵コンテ・演出）
- Persona4 the ANIMATION（2011年 - 2012年、絵コンテ・演出 ）

2012年
- ROBOTICS;NOTES（2012年 - 2013年、演出）

2013年
- 閃乱カグラ（演出）
- DEVIL SURVIVOR 2 the ANIMATION（演出）
- フリージング ヴァイブレーション（絵コンテ・演出）
- 聖闘士星矢Ω（絵コンテ）

2014年
- 妖怪ウォッチ（絵コンテ）
- ハピネスチャージプリキュア!（演出）
- 風雲維新ダイ☆ショーグン（絵コンテ・演出）
- テンカイナイト（絵コンテ・演出）
- 東京ESP（演出）
- ヤマノススメ セカンドシーズン（絵コンテ・演出）
- オレカバトル（演出）

2015年
- Go!プリンセスプリキュア（絵コンテ）

2016年
- ビッグオーダー（監督・絵コンテ・演出・OP絵コンテ・OP演出・ED絵コンテ・ED演出）
- 魔法つかいプリキュア!（絵コンテ・演出）

2017年
- 南鎌倉高校女子自転車部（演出）
- Dies irae（絵コンテ・演出）

2018年
- ゆるキャン△（絵コンテ・演出）

2019年
- とある科学の一方通行（監督、絵コンテ、演出、OP絵コンテ）

2022年
- オリエント（絵コンテ）
- 令和のデ・ジ・キャラット（絵コンテ、演出）

2023年
- 異世界ワンターンキル姉さん 〜姉同伴の異世界生活はじめました〜（絵コンテ・演出）
- 暴食のベルセルク（絵コンテ）

2025年
- るろうに剣心 -明治剣客浪漫譚- 京都動乱（絵コンテ）

2026年
- 「お前ごときが魔王に勝てると思うな」と勇者パーティを追放されたので、王都で気ままに暮らしたい（監督）※「カマナカノブハル」名義。

### 劇場アニメ
- 名探偵コナン ゼロの執行人（2018年、演出）

### OVA
- 装甲騎兵ボトムズ ペールゼン・ファイルズ（2007年 - 2008年、絵コンテ・演出）
- 名探偵コナン ロンドンからの㊙指令!（2011年、絵コンテ・演出）
- 名探偵コナン えくすかりばあの奇跡（2012年、監督・絵コンテ・演出）
- ビッグオーダー（2015年、監督・絵コンテ・演出）

### プラネタリウム
- 名探偵コナン 星影の魔術師（2012年、演出）